# 콘스탄티누스 왕조

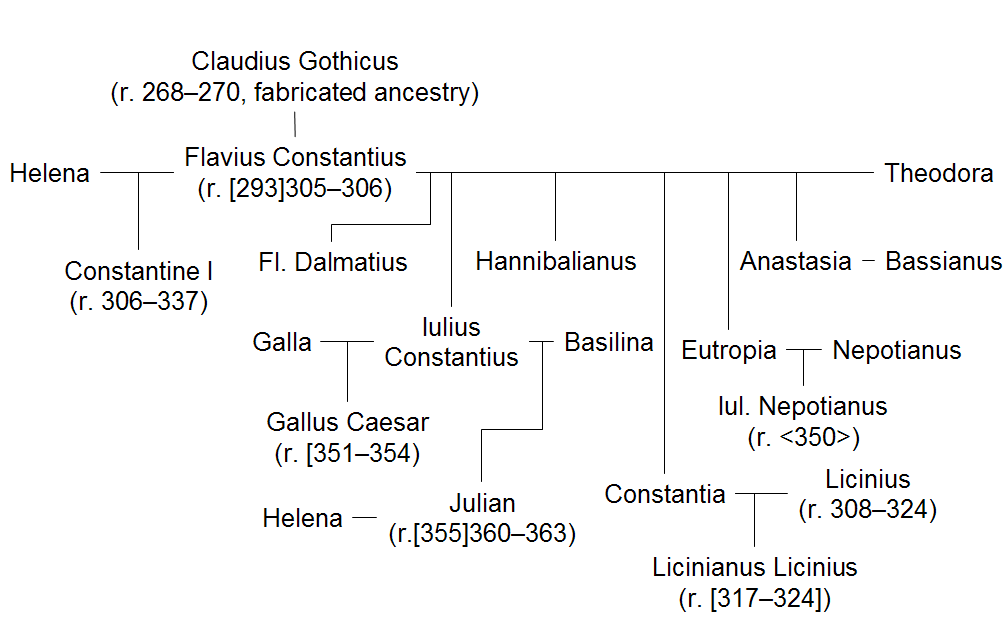

콘스탄티누스 왕조는 공식적인 이름은 아니지만 콘스탄티우스 클로루스를 시조로 하는 황제 가문의 계통에 편의상 붙여진 이름이다. 대략 284년 디오클레티아누스 황제 때부터 363년 마지막 율리아누스 황제가 죽을 때까지의 로마 황제를 지낸 가문을 말하며 가장 유명한 황제인 콘스탄티누스 1세의 이름에서 따왔다.

## 가계도
볼드체는 황제(Augustus) 또는 황후(Augusta)를 뜻한다.

### 콘스탄티누스 왕조의 황제 가계도
- '콘스탄티우스 클로루스(콘스탄티우스 1세)
  1. 콘스탄티우스 클로루스와 헬레나의 사이
    - 콘스탄티누스 1세
      1. 콘스탄티누스 1세와 미네르비나의 결혼
        - 크리스푸스

      2. 콘스탄티누스 1세와 파우스타의 결혼
        - 콘스탄티나 (한니발리아누스와 콘스탄티우스 갈루스의 아내)
        - 콘스탄티누스 2세
        - 콘스탄티우스 2세
          1. 콘스탄티우스 2세와 그의 첫째 아내 (율리우스 콘스탄티우스의 딸)
            - (자식 없음)

          2. 콘스탄티우스 2세와 에우세비아
            - (자식 없음)

          3. 콘스탄티우스 2세와 파우스티나
            - 플라비아 막시마 파우스티나 콘스탄티아 (그라티아누스의 아내)

        - 콘스탄스 1세
        - 헬레나 (율리아누스의 아내)

  2. 콘스탄티우스 클로루스와 테오도라의 결혼
    - 플라비우스 달마티우스(감찰관)
      1. 플라비우스 달마티우스와 무명의 아내
        - 플라비우스 달마티우스(카이사르)
        - 한니발리아누스 (콘스탄티나의 남편)

    - 율리우스 콘스탄티우스
      1. 율리우스 콘스탄티우스와 갈라의 결혼
        - 아들, 337년의 대학살에서 죽었을 것으로 추정
        - 딸 (콘스탄티우스 2세의 첫째 부인)
        - 콘스탄티우스 갈루스
          1. 갈루스와 콘스탄티나
            - (자식 없음)

      2. 율리우스 콘스탄티우스와 바실리나의 결혼
        - 율리아누스
          1. 율리아누스와 헬레나(콘스탄티누스 1세의 딸)
            - (자식 없음)

    - 한니발리아누스 (337년 대학살 이전에 죽었을 것으로 추정, 대학살 명단에 없음);
    - 아나타시아;
    - 플라비아 율리아 콘스탄티나 (리키니우스의 아내)
    - 에우트로피아
      1. 에우트로피아와 비리우스 네포타니우스의 결혼
        - 율리우스 네포티아누스